# Philoria kundagungan
Philoria kundagungan es una especie  de anfibios de la familia Limnodynastidae.

## Distribución geográfica
Se encuentra Australia.